# Seznam dílů seriálu Mercy Street
Toto je seznam dílů seriálu Mercy Street. Americký dramatický televizní seriál Mercy Street měl premiéru na americké stanici PBS. 

## Přehled řad
| Řada | Díly | Premiéra v USA                                         | Premiéra v USA |
| Řada | Díly | První díl                                              | Poslední díl   |
| ---- | ---- | ------------------------------------------------------ | -------------- |
| 1    | 6    | 14. ledna 2016 (na vyžádání) 17. ledna 2016 (televize) | 21. ledna 2016 |
| 2    | 6    | 22. ledna 2017                                         | 5. března 2017 |

## Seznam dílů

### První řada (2016)
| Č. v seriálu | Č. v řadě | Původní název       | Režie         | Scénář                                                     | Premiéra v USA                                         |
| ------------ | --------- | ------------------- | ------------- | ---------------------------------------------------------- | ------------------------------------------------------ |
| 1            | 1         | The New Nurse       | Roxann Dawson | námět: Lisa Q. Wolfinger a David Zabel scénář: David Zabel | 14. ledna 2016 (na vyžádání) 17. ledna 2016 (televize) |
| 2            | 2         | The Haversack       | Roxann Dawson | David Zabel                                                | 24. ledna 2016                                         |
| 3            | 3         | The Uniform         | Roxann Dawson | Alex Metcalf                                               | 31. ledna 2016                                         |
| 4            | 4         | The Belle Alliance  | Jeremy Webb   | Jason Richman                                              | 7. února 2016                                          |
| 5            | 5         | The Dead Room       | Jeremy Webb   | Rob Hanning                                                | 14. února 2016                                         |
| 6            | 6         | The Diabolical Plot | Jeremy Webb   | Jason Richman a David Zabel                                | 21. února 2016                                         |

### Druhá řada (2017)
| Č. v seriálu | Č. v řadě | Původní název    | Režie           | Scénář        | Premiéra v USA |
| ------------ | --------- | ---------------- | --------------- | ------------- | -------------- |
| 7            | 1         | Balm in Gilead   | Stephen Cragg   | David Zabel   | 22. ledna 2017 |
| 8            | 2         | The House Guest  | Stephen Cragg   | Walon Green   | 29. ledna 2017 |
| 9            | 3         | One Equal Temper | Laura Innes     | Walon Green   | 5. února 2017  |
| 10           | 4         | Southern Mercy   | Laura Innes     | Jason Richman | 12. února 2017 |
| 11           | 5         | Unknown Soldier  | Alex Zakrzewski | Jason Richman | 19. února 2017 |
| 12           | 6         | House of Bondage | Alex Zakrzewski | David Zabel   | 5. března 2017 |